# تلویزیون زی
تلویزیون زی-Zee TV شبکه ماهواره‌ای هندی متعلق به شرکت سرگرمی زی زیر مجموعه گروهEsselاست. که دارای چندین شبکه تلویزیونی متعدد هست که به پخش برنامه‌های مختلف به زبان هندی و محلی می‌پردازد. مرکز تلویزیون زی در بمبئی هند واقع شده‌است تلویزیون زی به زبان‌های بین‌المللی شبکه‌هایی را در نقاط مختلف دنیا نظیر امریکا اسیا و اروپا و خاورمیانه استرالیا ایجاد کرده‌است. تلویزیون زی اولین شبکه کابلی قابل دریافت در هند است.

## تاریخچه
تلویزیون زی توسط سوبهاش چاندرا در هند تأسیس شد و در ۱ اکتبر ۱۹۹۲ اغاز بکار کرد. این شبکه تلویزیون‌های ماهواره‌ای زیادی در دنیا تأسیس کرده‌است. تلویزیون زی قبلاً با شبکه استار شریک بود اما زمانی که شرکت رسانه‌ای
نیوز کورپریشن متعلق به روپرت مرداک اختیار شبکه استار را بدست گرفت این همکاری میان دو تلویزیون قطع شد.
تلویزیون زی در مارس ۱۹۹۵ تلویزیون خود را در بریتانیا راه اندازی کرد این اولین تلویزیون اسیایی بود که در انگلستان و اروپا راه اندازی شده بود. تلویزیون زی در تاریخ پانزده ژوئیه ۱۹۹۸ در ایالات متحده امریکا اغاز بکار کرد برخی از برنامه‌های تلویزیون زی در آمریکا با زیرنویس انگلیسی و آگهی‌های بازرگانی به زبان اصلی است.
تلویزیون زی شبکه‌های خود را در پنجم سپتامبر سال ۲۰۱۲ در آمریکا بروی شبکه کابلی Dish Network به صورت HD پخش می‌کند قبل از این در هند و جنوب اسیا شبکه‌ها با کیفیت بالا پخش می‌شدند.

## محبوبیت و رقابت
تلویزیون زی شبکه پربیننده‌ای در هند است و با شبکه‌های تلویزیونی سونی و Colors Channel در رقابت است.